# Ferdinand Bol

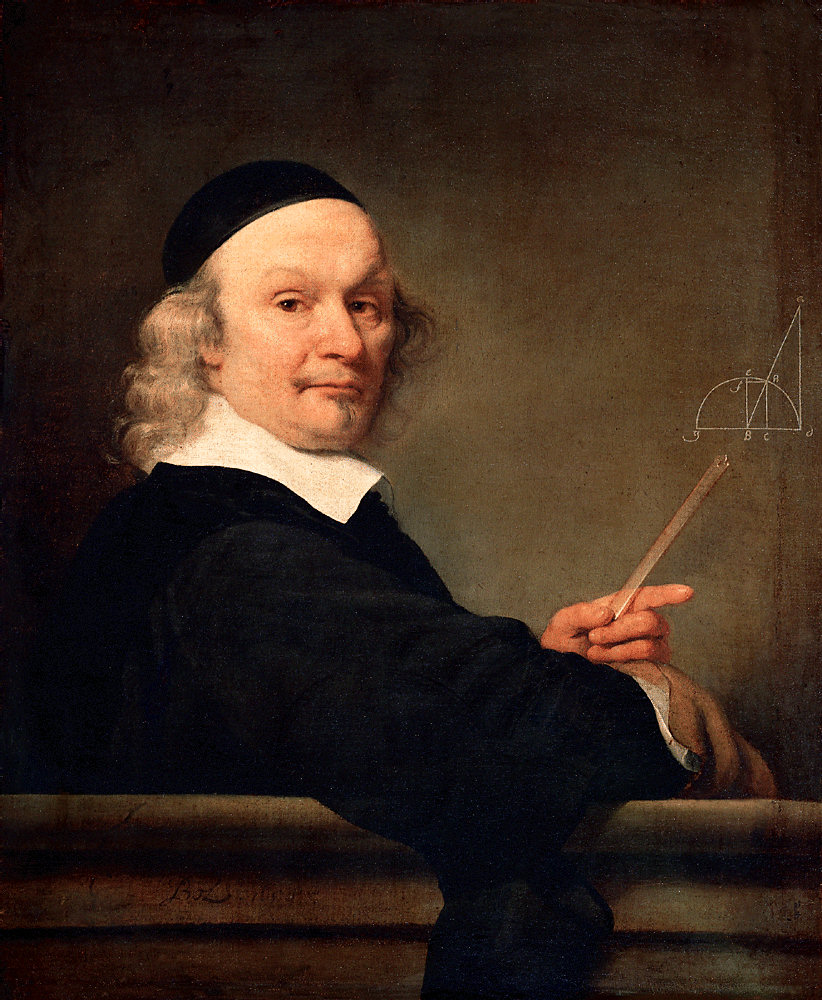
Ferdinand Bol (1658), Portret van een mathematicus.

Ferdinand Bol, född 1616 i Dordrecht (döpt 24 juni), död 24 augusti 1680 i Amsterdam, var en nederländsk porträttmålare, historiemålare och etsare. 
Bol var först elev hos målaren Abraham Blomaert i Utrecht och inträdde i slutet av 1630-talet som elev i Rembrandts ateljé och var sedan verksam där till 1642. Han var ända till omkring 1650 starkt påverkad av Rembrandts konstnärskap.  
Bland porträtten (ofta genreartat behandlade) må nämnas dubbelporträttet av ett Äkta par (1649) hos Lord Northbrook i London, ett av hans mästerverk; ett härligt Kvinnligt porträtt (1642) i Berlins museum; ett Mansporträtt i Eremitaget i S:t Petersburg; Lutspelerska och Damporträtt i Nationalmuseum; Moder med sitt barn (i madonnastil) i Linköpings rådhus. 
Den mest anmärkningsvärda bland hans gruppbilder från samma tid är den 1649 daterade framställningen av Styrelsemedlemmarna för spetälskehospitalet i Amsterdam, nu på rådhuset i Amsterdam. Till hans yppersta historiebilder från samma epok höra Vila på flykten till Egypten (1644, i Dresden), Kvinnorna vid graven (samma år i Köpenhamn), Josef tyder drömmarna (i Schwerin) och Hagar (i Liverpool). Denna hans verksamhetstid kännetecknas av mustig, varmt brun färgton och bred pensel. 
Efter 1650 tog han avsiktligt avstånd från sin store lärare, blev glattare i behandlingen och akademiskt torrare. Men hans popularitet förblev oförminskad och han fick många beställningar. Han målade 1654 en stor duk, som ännu hänger kvar i Amsterdams rådhus på sin gamla plats, åtskilliga korporationer i samma stad lät sina ledamöter avporträtteras av honom. Han kallades även till Gouda för att i ett Schutterstuk ("skyttestycke") avbilda spetsarna i därvarande borgargarde. 

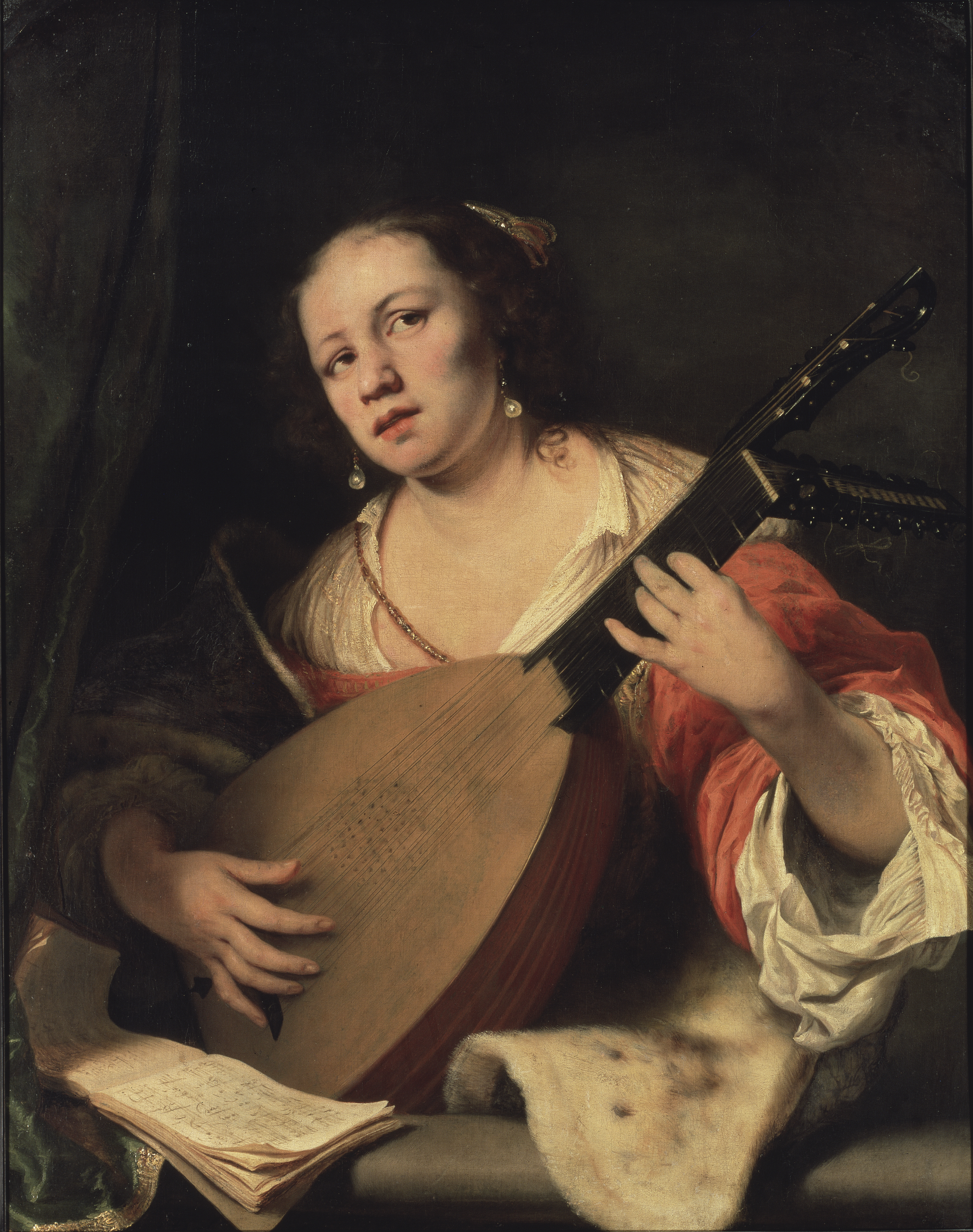
Lutspelerska, 1654.

Bland hans många porträtt från den senare perioden märkas bland annat de av Amiralerna de Ruyter. Nämnas må vidare ett Mansporträtt (1668, i Haags museum), där Rembrandts inverkan ej längre kan spåras. Under denna tid behandlade han med framgång även bibliska ämnen, såsom Naamon hos profeten Elisa (1661, i Amsterdams rådhus, där man även ser en Allegori över amiralitetet), och historiebilder sådana som Pyrrhos och Fabritius (i Braunschweig). Till hans elever räknas bland andra Godfrey Kneller och Cornelis Bisschop.
- Wikimedia Commons har media som rör Ferdinand Bol.